# Atlas Network
Atlas Network, precedentemente nota come Atlas Economic Research Foundation, è un'organizzazione non governativa con sede negli Stati Uniti che fornisce formazione, networking e sovvenzioni a think tank a favore dell'economia di mercato e a gruppi libertari e conservatori in tutto il mondo. Atlas Network è stata fondata nel 1981 e vanta circa 600 organizzazioni associate in oltre 100 paesi. Atlas è riconosciuto come uno dei principali attori nella diffusione globale del modello neoliberale, promuovendo idee libertarie e sostenendo think tank in diverse campagne politiche e settori economici.

## Storia
Atlas Network fu fondato nel 1981 a San Francisco come Atlas Economic Research Foundation da Antony Fisher, un imprenditore britannico che fece la propria fortuna durante gli anni '50-'60 introducendo la produzione industriale di pollame in Gran Bretagna. Fisher osteggiava il ruolo dominante dei governi nell'economia affermatosi durante gli anni '30 -'40 (ovvero le politiche economiche keynesiane). Fisher fu ispirato dall'economista FA Hayek, autore di un libro molto noto negli anni '40, The Road to Serfdom e uno dei maggiori economisti liberisti. Hayek consigliò Fisher che il mezzo più efficace per sostenere la diffusione di politiche a favore dell'economia di libero mercato non fosse l'impegno diretto in politica, ma il cercare di cambiare le opinioni prevalenti tra le classi istruite: la diffusione di idee liberiste avrebbe influenzato il clima intellettuale e quindi le scelte politiche. La strategia scelta da Fisher fu dunque di influenzare il clima politico rivolgendosi (con studi, pubblicazioni ed eventi) agli opinionisti, come professori universitari, giornalisti e professionisti dei media, definiti da Hayes “commercianti di idee di seconda mano”.
Fisher fondò dapprima l'Institute of Economic Affairs (IAE) nel 1955 a Londra. L'IAE ebbe tra i suoi collaboratori fin dagli anni '60 anche Margaret Thatcher e Milton Friedman. Successivamente, Fisher contribuì a fondare una serie di think tank di orientamento liberista in Nord America: il Fraser Institute in Canada (1975), il Manhattan Institute a New York (1977) e numerosi altri negli Stati Uniti, tra cui il Pacific Research Institute in San Francisco (1979).
Negli anni '80, stimolato dal successo del IEA e dei think tank fondati nel Stati Uniti, Fisher concepì un'organizzazione per promuovere la creazione di think tank a favore del libero mercato a livello globale. Nacque così l'Atlas Economic Research Foundation, in San Francisco.  "La missione di Atlas era di incoraggiare imprenditori intellettuali a fondare istituti indipendenti di politica pubblica, fornendo consulenza su strutture legali, raccolta fondi, budget, personale, pubblicazioni, marketing e relazioni con i media." Atlas Network intendeva collegare vari think tank attraverso una rete globale per far sì che le organizzazioni potessero apprendere le migliori pratiche le une dalle altre e "diffondere le migliori idee di ricerca e politiche dall'una all'altra". Il sostegno consisteva in investimenti finanziari pilota e nel supporto manageriale e di orientamento.
Inizialmente la rete comprendeva solo i think tank fondati da Fisher.  Atlas si concentrò sull'espansione della rete di think tank neoliberali, principalmente in Nord America e America Latina. Fisher utilizzò i suoi contatti personali e il sostegno di figure influenti come Hayek, Thatcher e Friedman per raccogliere fondi e incoraggiare la creazione di istituti a favore del libero mercato. Dopo la morte di Fisher nel 1988, sotto la guida di John Blundell (che poi nel 1991 divenne presidente delle fondazioni degli imprenditori Charles G. Koch and Claude R. Lambe) e poi di Alejandro Chafuen, Atlas ampliò la sua influenza globale, stabilendo una presenza in Asia, Europa e Africa. Nel 1988 la sede fu portata in Virginia. Entro il 1995, la rete includeva 122 think tank. L'organizzazione divenne sempre più importante per i think tank partner, favorendo la creazione di istituti in regioni dove le idee neoliberiste erano poco diffuse. Atlas divenne un punto di riferimento per il supporto finanziario e operativo delle nuove istituzioni.
Nel 2011, l'organizzazione cambiò nome in "Atlas Network", sottolineando il suo ruolo come rete globale di think tank. Atlas ha sviluppato programmi di formazione e ha incentivato la cooperazione tra i partner attraverso grant competitivi e iniziative come l'Atlas Leadership Academy. Il budget dell'organizzazione crebbe significativamente, e la rete col tempo è cresciuta nel mondo: da 15 think tank in nove paesi a metà degli anni '80, Atlas Network nel 2023 contava 589 organizzazioni in 105 paesi.

## Idee e temi
La visione del Network Atlas è "di un mondo libero, prospero e pacifico, dove i principi di libertà individuale, dei diritti di proprietà privata, governo limitato e libero mercato sono garantiti dallo Stato di diritto".  Temi di impegno della rete sono la privatizzazione dello stato sociale, dei servizi sanitari e dell'istruzione, la deregolamentazione e il sostegno alle imprese private, la riduzione della pressione fiscale e la gestione dell'economia su principi monetaristi.

## Organizzazione

### Finanziamento
In quanto organizzazione non governativa, Atlas Network riceve donazioni da fondazioni, individui e aziende, ma non accetta finanziamenti governativi. Come la maggior parte dei think tank, si dichiara apolitico.
Ha ricevuto importanti finanziamenti dalle fondazioni della famiglia Koch, tra cui la Charles Koch Foundation e il Charles Koch Institute, e il Donors Trust. Altri donatori includono la Lynde and Harry Bradley Foundation, la John Templeton Foundation e la Lilly Endowment.
I finanziamenti dall'industria sono stati oggetto di inchieste, studi e controversie. Uno studio del 2017 ha documentato come Atlas, oltre a ricevere donazioni dall'industria de tabacco, ha anche convogliato fondi dalle aziende del tabacco verso i think tank per produrre pubblicazioni favorevoli alle posizioni dell'industria. Il 37% dei think tank partner di Atlas negli Stati Uniti ha ricevuto finanziamenti dall'industria del tabacco.
Una ricerca condotta dal sito web di attivisti DeSmog ha affermato sulla base di documentazione fiscale dell'organizzazione stessa, che Atlas Network ha ricevuto fondi da gruppi affiliati a Koch, dalla ExxonMobil Foundation e dalla Sarah Scaife Foundation. Atlas Network ha indicato a DeSmog di non aver ricevuto finanziamenti dall'industria petrolifera per 15 anni. Atlas Network ha affermato che i finanziamenti aziendali hanno rappresentato meno del 2% delle sue donazioni totali nel 2020.
Secondo alcuni studi, la vicinanza di Atlas Network a imprese private non è necessariamente dovuta a flussi di finanziamento, ma anche al fatto che, ad esempio in Canada, dirigenti di aziende siedono spesso nei consigli direttivi di think thank della rete.

### Think tank associati
Durante la sua storia, Atlas Network è stato associato ai principali think tank americani di orientamento conservatore, quali il Cato Institute, l'Heartland Institute, la Heritage Foundation e l'American Legislative Exchange Council.
L'Atlas Network ha un esteso numero di think tank partners in tutto il mondo, e ha attivamente contribuito a fondare o ha ispirato think tank di orientamento neoliberista dove non ne esistessero. Tra di esse, aiutò l’economista Hernando de Soto a fondare l’Instituto Libertad y Democracia(ILD) in Perù e investì nell’Institut Economique de Paris (IEP) in Francia. Nel 1983, Fisher contribuì a lanciare il National Center for Policy Analysis (NCPA) a Dallas, Texas, e il Jon Thorlaksson Institute in Islanda (ora sostituito dall’Icelandic Research Centre for Innovation and Economic Growth).  Atlas Network ha contribuito a fondare l'Hong Kong Centre for Economic Research nel 1987 e il Liberty Institute a Nuova Delhi nel 1996. In Africa, ha favorito la nascita dell'Institute of Economic Affairs Ghana (1989) e dell'Inter Regional Economic Network in Kenya (2001), oltre all'Institute for Public Policy Analysis in Nigeria (2001). In Asia, ha supportato il Liberty Institute in India (1996) e il Centre for Civil Society, sempre in India (1997). Atlas Network è organizzata in centri regionali.
In Italia ha contribuito a fondare nel 2003 e sostiene l'Istituto Bruno Leoni. Sostenne anche la fondazione del Centro Studi Economia Applicata (CSEA) promosso da Antonio Martino.

## Attività
Atlas Network offre formazione, consulenza e certificazione professionale in materia di raccolta fondi, marketing, leadership organizzativa e gestione di think tank attraverso il suo programma Atlas Network Academy. Nel 2020, Atlas Network ha formato circa 4.000 persone nella promozione di opinioni a favore del libero mercato, preparando circa 900 persone a lavorare nei think tank globali.
Atlas Network organizza Forum della Libertà (Liberty Forum) regionali (in Asia, Africa, America Latina ed Europa) e una conferenza internazionale negli Stati Uniti.
Atlas Network fornisce un sostegno finanziario limitato ai nuovi think tank, per progetti specifici. Nel 2020, Atlas Network ha fornito più di 5 milioni di dollari sotto forma di sovvenzioni per supportare la sua rete di oltre 500 partner in tutto il mondo.
Il Templeton Freedom Award di Atlas Network, sostenuto dal Templeton Religion Trust e intitolato a Sir John Templeton, è stato istituito nel 2004. Il concorso Think Tank Shark Tank dell'organizzazione consente ai professionisti di presentare i propri progetti ai giudici.

## Significato e rilevanza
Un survey mondiale di think tank del 2020 ha identificato Atlas Network tra i maggiori network internazionali di think tank.
Atlas Network è riconosciuta da numerosi studi come l'organizzazione principale responsabile della diffusione globale del modello di think tank neoliberale. La rete, nonostante i cambiamenti politici, è nel tempo riuscita a radicare un'ideologia specifica in molti paesi, attraverso l'espansione geografica, il reclutamento, la diffusione delle idee e la stabilizzazione delle reti. Atlas ha acquisito sempre più importanza e riconoscimento nella comunità neoliberale globale, e i think tank della rete si sono radicati a livello locale. Atlas ha svolto un ruolo importante come connettore e mediatore. Ha facilitato l'integrazione di questi think tank in un "collettivo di pensiero" neoliberale comune, collegandoli al cuore intellettuale del movimento, la Mont Pélerin Society, fondata da Hayek nel 1947. Atlas non si limita a creare think tank, ma lavora per far sì che agiscano in modo coordinato, poiché, per influenzare l'opinione pubblica e le politiche, è necessario un approccio corale. Secondo la studiosa di movimenti sociali MacLean, Atlas Network è il veicolo di diffusione globale attraverso il quale opera la rete di think tank conservatori sostenuti dall'industriale Charles Kock.
L'approccio di Atlas Network si è evoluto nel tempo: inizialmente, ha coinvolto professori universitari favorevoli alle loro idee e promosso il conseguimento di titoli accademici da parte dei leader dei think tank. Con la crescita e legittimazione della rete e dei think tank associati, essi sono divenuti in grado di rivolgersi direttamente a studenti, fornendo sostegno alla ricerca e persino l'erogazione di "diplomi" attraverso la loro Academy. Allo stesso tempo, Atlas ha sostenuto il riconoscimento accademico di think tank libertarie, presentandoli come imparziali, anche se in realtà seguono un orientamento politico preciso.
L'Atlas Network è stato identificato da studi e ricerche come un attore influente, e che agisce tramite le proprie think tank associate, in numerosi dibattiti pubblici e campagne di informazione e politiche di rilevanza internazionale, tra i quali: il sostegno alla diffusione di idee libertarie e a movimenti politici conservatori in America Latina; azioni di informazione volte a erodere il sostegno ad ambiziosi obiettivi politici per il clima; il sostegno alla diffusione di idee e orientamenti dell'opinione pubblica vicini agli interesse dell'industria del tabacco; campagne, associate all'industria petrolifera, in opposizione al referendum di riforma costituzionale del 2023 in Australia per il riconoscimento dei popoli aborigeni.
Numerose inchieste giornalistiche e di attivisti si sono occupate del ruolo di Atlas Network nella diffusione di idee anti-ambientaliste, nella promozione di idee vicine agli interessi dell'industria in numerosi settori economici, al suo collegamento con la crescita di movimenti di destra conservatrice; alla sua influenza sulle istituzioni europee.
In questi e molti alti simili processi di influenza delle opinioni pubbliche, Atlas network è stato riconosciuto come uno dei maggiori attori di diffusione di opinioni libertarie e conservatrici, agendo in opposizione ad analoghe reti transnazionali di attivisti progressisti. D'altra parte, uno studio empirico delle reti di think tank ha dimostrato che le reti conservatrici operano con un maggiore grado di coesione e di strategie di lungo termini delle reti progressiste.